# Busy Signal
Busy Signal, pseudonimo di Reanno Devon Gordon (Kingston, 24 gennaio 1982), è un cantante giamaicano.

## Discografia

### Album in studio
- 2006 - Step Out
- 2008 - Loaded
- 2010 - D.O.B.
- 2012 - Reggae Music Again
- 2012 - Reggae Doubb'n Again

## Collaborazioni
Nel 2012 appare nell'album Push and Shove dei No Doubt.
Nel 2013 collabora nel brano Watch Out for This (Bumaye) con Major Lazer.